# Berg Peak
Berg Peak är en bergstopp i Antarktis. Den ligger i Östantarktis. Nya Zeeland gör anspråk på området. Toppen på Berg Peak är 1 870 meter över havet. Berg Peak ingår i Morozumi Range.
Terrängen runt Berg Peak är kuperad åt nordväst, men åt sydost är den bergig. Berg Peak är den högsta punkten i trakten. Trakten är obefolkad. Det finns inga samhällen i närheten. 